# Porta Metronia
La Porta Metronia est une porte du mur d'Aurélien, à Rome, située entre la Porta San Giovanni à l'est et la Porta Latina au sud.

## Histoire
Cette porte était à l'origine une des portes simples de Rome (de type III avec une seule arche) construite pour fournir un accès supplémentaire à la ville. C'est Flavius Honorius qui la fit aménager en 402, comme une porte très secondaire et essentiellement utilitaire. En 1122, le pape Calixte II transforme la porte Metronia en passage du ruisseau (marrana) de l'Acqua Mariana, fossé artificiel réalisé par ce même pape afin de drainer la zone marécageuse qui s'étendait de la Via Appia au Forum Boarium, rendant la porte Metronia pratiquement inutilisable pour la circulation urbaine.

## Inscriptions
Une inscription datée de 1157 est visible sur le mur interne. La première ligne est très incomplète, mais le texte rapporte clairement que des travaux de restauration furent entrepris cette année-là, à l'initiative d'une douzaine de sénateurs dont les noms sont difficiles à interpréter :

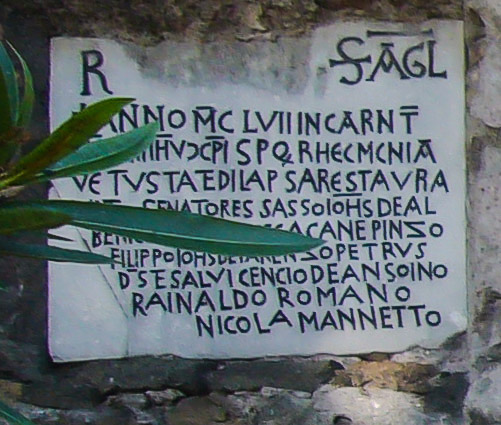
Inscription rapportant une restauration de la porte pour vétusté en 1157.

R [...] SĀGL
ANNO MCLVII INCARNT
DNI NRI IHV XRI SPQR HEC MENIA
VETVSTATE DILAPSA RESTAVRA
VIT SENATORES SAASO IOHS DE AL
BERICO ROIERI BUCCACANE PINZO
FILIPPO IOHS DE PARENZO PETRVS DS
ET SALVI CENCIO DE ANSOINO
RAINALDO ROMANO
NICOLA MANNETTO

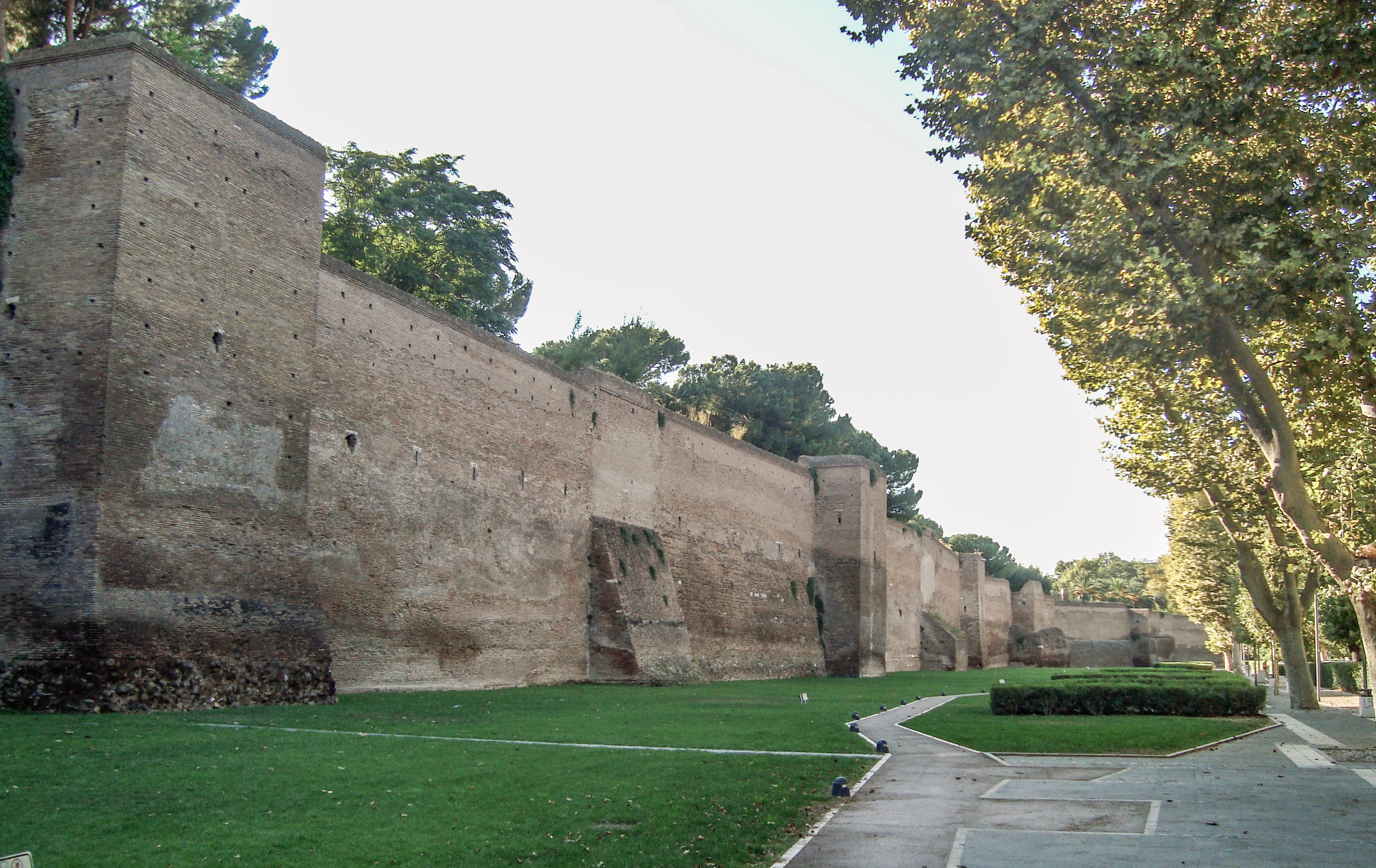
Le mur d'Aurélien restauré en 2010 à la Porta Metronia.
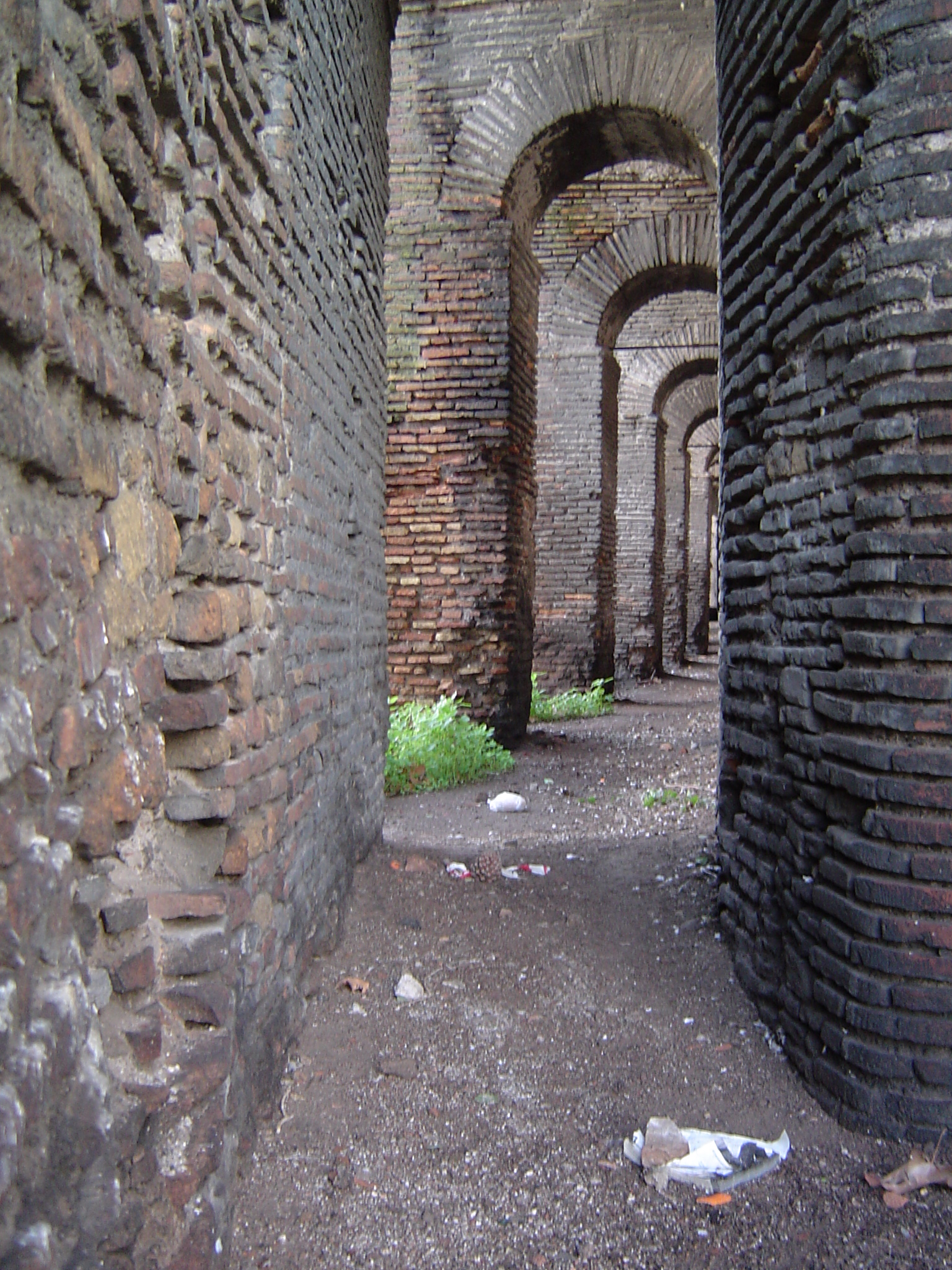
Sentier de garde sur la face interne du mur d'Aurélien, à la Porta Metronia.
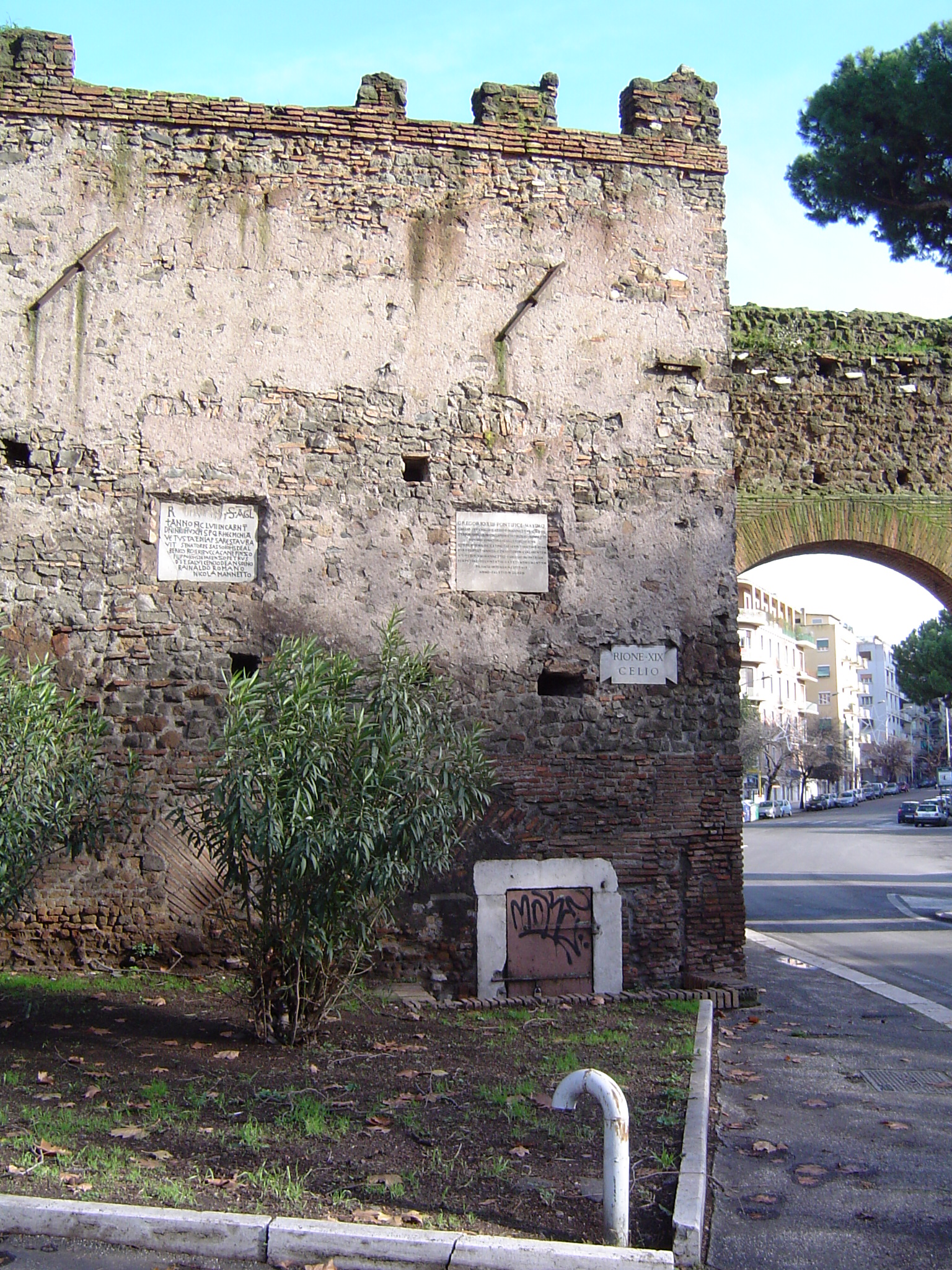
Plusieurs inscriptions figurent sur la face interne du mur de la Porta Metronia.